# مورتيغ (طبس مسينا)
مورتيغ (بالفارسية: مورتیغ) هي مستوطنة تقع في إيران في قسم طبس مسینا الريفي. يقدر عدد سكانها بـ 190 نسمة بحسب إحصاء 2016.